# Палямбела
Палямбела или Лозяно (на гръцки: Παλιάμπελα, до 1928 Λότζιανο, Лодзяно) е село в Егейска Македония, Гърция, дем Пидна-Колиндрос на административна област Централна Македония.

## География
Селото е разположено на 70 m надморска височина, на 3 km западно от Либаново (Егинио) и северно от Колиндрос.

## История
Край Палямбела е разкрито неолитно селище.
В XIX век Лозяно е гръцко село в Катеринската каза на Османската империя. Александър Синве („Les Grecs de l’Empire Ottoman. Etude Statistique et Ethnographique“) в 1878 година пише, че в Лочион (Lotchion), Китроска епархия, живеят 60 гърци.
В 1913 година след Междусъюзническата война селото остава в Гърция. До 1918 година е в Берско.
В „Етнография на Македония“, издадена в 1924 година, Густав Вайганд описва Лонджонос като смесено изоставено село на българо-гръцката езикова граница, обитавано зимно време от арумъни:
| „ | Южно от Бистрица само селата Либаново (което освен това има също и турски жители) и Милово имат наред с гръцкото също и българско население. Чисто българско е и селото Низел, но тряба да се отбележи, че това не е остатък от някогашното българско население, а хората са се заселили там от север едва в последните десетилетия. Гопчевич обозначава още едно българско – Лонджонос, което трябва да се зачеркне; в разрушените колиби обитават само през зимата аромъни овчари. | “ |

В 1928 година българското име е преведено на гръцки като Палямбела. В 1922 година в селото са заселени гърци бежанци. В 1928 година е смесено местно-бежанско селище с 26 бежански семейства и 133 жители бежанци.
Населението традиционно се занимава със земеделие, като произвежда жито и грозде, и частично със скотовъдство.
| Година    | 1913 | 1920 | 1928 | 1940 | 1951 | 1961 | 1971 | 1981 | 1991 | 2001 | 2011 | 2021 |
| --------- | ---- | ---- | ---- | ---- | ---- | ---- | ---- | ---- | ---- | ---- | ---- | ---- |
| Население | 68   | 106  | 376  | 288  | 305  | 317  | 303  | 323  | 294  | 266  | 210  | 152  |